# Stenancistrocerus punjabensis
Stenancistrocerus punjabensis är en stekelart som först beskrevs av Nurse 1902.  Stenancistrocerus punjabensis ingår i släktet Stenancistrocerus och familjen Eumenidae. Inga underarter finns listade i Catalogue of Life.